# Qeep

## Concepto
Qeep es una red social para teléfonos móviles que, inicio su actividad en 2006 como versión beta. Inicialmente solo diseñado para móviles java, dentro del mercado de las redes sociales, Qeep mantiene su propósito de ser un proyecto de código abierto. Desde otoño de 2015 también hay una versión para Iphones.

## Origen
Es una aplicación de libre licencia creada para usuarios de móviles Java. Debido al cambio de licencia que Oracle declaró se publicaría la versión 8, en el 2011 la red social migro su desarrollo hacia el sistema operativo Android, y así poder mantener a la comunidad de desarrolladores en el ámbito del open source.
La red social estabilizó su crecimiento gracias a dos momentos críticos en su desarrollo:
2006: el único idioma era el alemán. 
Enero de 2008: lanzamiento de la versión internacional en inglés.
2009: se confirma el acierto del lanzamiento del 2008: las dos versiones son compatibles entre sí teniendo cerca de un millón de usuarios. 
Diciembre de 2010: el número ya había ascendido a seis millones, y para comienzos de 2012 qeep alcanzó los doce millones de usuarios.
Esta red social es de uso gratuito en los principales sistemas operativos basados en SmarthPhones. Debido a las políticas de seguridad de los sistemas de telefonía en terminales inteligentes, las aplicaciones siempre estarán disponibles en las respectivas tiendas de software, garantizando de esa manera que no hay código malicioso.
La página oficial carece de un apartado de requisitos técnicos propiamente dicha, por lo que todo lo que se pueda agregar a esto, no tiene capacidad de ser referenciado como fuente. La plataforma de desarrolladores se aseguró de que las versiones antiguas de la red social, programadas en Java, se pudieran ejecutar en los sistemas con las librerías de Java MIDP 2.0, siendo que Android 2.1 ya lo lleva integrado, facilitando la compatibilidad con qeep. Actualmente la aplicación funciona en más de mil diferentes modelos de teléfonos y en siete idiomas: inglés, alemán, español, portugués, ruso, francés y turco. En las versiones actuales, la plataforma de red social ha decaído en usuarios.

## Historia
BLUE LION mobile GmbH, empresa creadora de Qeep, fue fundada en verano de 2006 con el propósito de desarrollar y comercializar esta aplicación. En junio de 2007, BLUE LION mobile recibió el patrocinio de Bertelsmann Digital Media Investments (BDMI) para continuar con el desarrollo y distribución de la aplicación. La financiación se destinó también a incrementar la accesibilidad y la usabilidad de la aplicación. El apoyo de Bertelsmann hacia Qeep ilustra el gran esfuerzo de Blue Lion Mobile por competir con los grandes gigantes de las redes sociales, como News Corp’s MySpace.
En enero de 2014, 25 millones de usuarios hacían uso de Qeep. En febrero de ese mismo año el número de usuarios superó los 26 millones con un promedio de 30,000 nuevos usuarios cada día. 
En mayo de 2012 qeep ocupó el tercer lugar en el concurso de Nokia 
Create for Millions en la categoría “Emocional Closeness”.

## Características
Qeep es un programa Java que fue desarrollado para el sector móvil de la optimizada plataforma Java, Micro Edition (J2ME). De esta manera se reducen los requerimientos para los teléfonos de los usuarios, así como la complejidad de las estructuras del programa. La sencilla programación permite que la capacidad de memoria requerida sea menor y así la instalación sea más simple.

## QMS
El servicio de mensajería de qeep QMS (Qeep Message Service) funciona internamente dentro de la red de qeep. El contenido del mensaje es comprimido por un sistema de servidor proxy y enviado vía GPRS o UMTS dentro de la aplicación móvil. Los costos se producen por la transferencia de datos más no por el envío del mensaje en sí. No es posible enviar un QMS por fuera de la red de qeep, a excepción de los mensajes de invitación para unirse a la red, ni tampoco se puede leer el QMS desde otro teléfono móvil.

## Fotoblog
Las fotos guardadas en el teléfono se pueden archivar en la base de datos de qeep y pueden ser vistas por otros usuarios.  Las fotos se pueden clasificar por temas mediante etiquetas facilitando la búsqueda. Al crear un álbum, el usuario puede establecer las opciones de privacidad a su gusto. Los fotoblogs están sujetos a las mismas condiciones de los QMS, es decir, las fotos no se pueden ver por fuera de la red de qeep.

## Juegos
Qeep incluye un paquete de juegos que se pueden jugar individualmente o en tiempo real contra otros usuarios. “Battleships”, más conocido como Guerra Naval, fue el primer juego que entró a ser parte de qeep. Después le siguió “Quadrix” y en octubre de 2008 se lanzó “Tic-Tac-Toe”. En marzo de 2009 qeep estrenó “Crazy 8’s”, un juego de cartas basado en la estrategia. “FlipChip” es el quinto juego de qeep y fue lanzado en diciembre de 2009.
En enero de 2011 qeep lanzó su primer juego social “Friend Zoo” en donde los jugadores pueden vender y comprar otros usuarios haciéndolos sus mascotas. A finales de 2011 comenzó la aventura vampírica con “Darkville” en donde el jugador se convierte en un vampiro teniendo que combatir a sus oponentes en numerosas misiones y cumpliendo diferentes tareas para fortalecer sus habilidades y poder ganar poder y gloria.
En mayo de 2012 se añadieron tres juegos más al portafolio de juegos móviles de qeep: Online Racer, Gangs of Crime City y Jewels Island. Los tres juegos fueron desarrollados por la compañía de entretenimiento móvil Softgames ubicada en Berlín. Softgames se convirtió en el primer socio third-party de qeep haciendo posible alcanzar una audiencia de más de trece millones de usuarios registrados mundialmente. BLUE LION mobile trabaja con socios selectos para integrar juegos de alta calidad a qeep. En el futuro, la Interfaz de Programación de Aplicaciones (API) de qeep estará disponible para todas las partes interesadas como una interfaz abierta para crear una gran variedad de servicios.

## Zumbidos
Los zumbidos son archivos de audio mp3 integrados a la red de qeep. Los usuarios envían mensajes a otros teléfonos activando automáticamente el sonido respectivo en el teléfono recipiente. Muchos de estos zumbidos tienen la particularidad de sonar vulgares o inapropiados pero con un toque humorístico, recibiendo así la connotación de “ataque” telefónico.
Existen diferentes zumbidos que se agregan según la época del año, como por ejemplo, la época de Navidad.